# Трака-трак
„Трака-трак“ е български игрален филм (комедия) от 1996 година, по сценарий и режисура на Илия Костов. Оператор е Ярослав Ячев.

## Актьорски състав
- Иван Григоров – доктора
- Стефан Попов
- Йордан Биков
- Мариана Димитрова
- Мария Статулова – келнерката от вагон-ресторанта
- Димитър Манчев - циганинът
- Пламен Сираков
- Жоица Флорова
- Добрил Добрев
- Александър Илинденов
- Кирил Господинов – митничаря
- Никола Рударов – военния
- Стефан Щерев – даскала
- Надя Тодорова – бабата
- Жоица Флорова
- Валери Йорданов
- Валентин Николов
- Александър Иринденов
- Николай Ламбринов
- Живка Ганчева – руска танцьорка
- Правда Кирова
- Ана Гунчева
- Веселин Борисов
- Нина Арнаудова
- Ася Чакърова
- Николай Волканов –
- Татяна Воздвиженская
- Красимир Динев
- Петър Попов
- Албертина Иванова
- Леонид Ратиев
- Илия Костов
- Милена Червенкова
- Христо Паскалев – „Рамбо“
- Петър Димов
- Петър Върбанов
- Милен Темнялов
- Венцислав Карчев
- Иван Петрушинов
- Димитър Кънев
- Бойка Присадова – Бойка Присадова
- Мария Аврамова
- Виктория Карчева
- Цветан Ватев
- Димитър Милушев
- Симеон Викторов
- Елвира Иванова
- Петър Евангелаков
- Наталия Бардская
- Асен Ангелов
- Петя Силянова
- Антония Драгова